# Bell 214ST Super Transport
Bell 214ST Super Transport — многоцелевой вертолёт.
Разработан американской фирмой Bell Helicopter Textron, в качестве базового образца использовался вертолёт Bell 214А.
Первый полёт состоялся в феврале 1977 года. В 1982 году вертолёт был сертифицирован. Первые вертолёты серийной партии из 107 вертолётов 214ST, поставки начались в 1982 году .
Стоимость серийного вертолёта Bell 214ST в 1988 году составила 6,5 млн долларов.

## Характеристики
- Диаметр главного винта, м 15.85
- Диаметр хвостового винта, м 2.95
- Длина, м 18.95
- Высота, м 4.84
- Масса, кг
  - пустого 4284
  - максимальная взлётная 7938

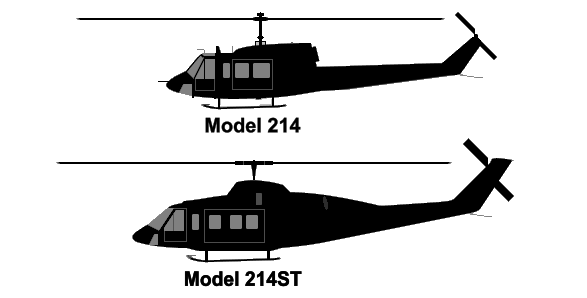
Силуэты базового Белл 214 и Белл 214ST.

- Внутренние топливо, л 1647 + опционально 659
- Тип двигателя 2 ГТД General Electric CT7-2A
- Мощность, кВт 2 х 1212
- Крейсерская скорость, км/ч 259
- Практическая дальность, км 1020
- Боевой радиус действия, км 858
- Скороподъёмность, м/мин 543
- Практический потолок, м 1950
- Статический потолок, м 1460
- Экипаж, чел 1 — 2
- Полезная нагрузка: 18 пассажиров или 3493 кг груза